# Robinson R44
De Robinson R44 is een lichte vierzitshelikopter, geproduceerd door het Amerikaans bedrijf Robinson Helicopter Company sinds 1992. Het ontwerp is gebaseerd op de Robinson R22-tweezitshelikopter. De eerste R44 vloog op 31 maart 1990, de FAA-goedkeuring vond plaats in december 1992 en de eerste helikopters werden geleverd in 1993.

## Ontwerp

### Algemeen
Het ontwerp van de Robinson R44 begon in de jaren 80 door Frank Robinson en zijn ingenieurs en werd gebaseerd op dat van de Robinson R22. De eerste testvlucht vond plaats op 31 maart 1990. In december 1992 kreeg de R44 goedkeuring van de FAA en ging in productie. De levering aan klanten van het eerste model, de R44 Astro, vonden plaats in 1993. De Robinson R44-helikopters zijn uitgegroeid tot een van de meest verkochte helikoptertypen ter wereld en staan bekend om hun hoge betrouwbaarheid en lage bedrijfskosten.
De R44 is een eenmotorige helikopter met een tweebladige semirigide hoofdrotor en een tweebladige Delta 3-hinge-staartrotor. De draairichting van de staartrotor is omgedraaid ten opzichte van de R22, hetgeen een betere bediening geeft in het gieren van de helikopter. De cabine biedt plaats aan vier personen in rijen van twee, normaal is dit één vlieger en drie passagiers. De vliegersstoel bevindt zich rechts voorin, de stoel links voorin kan dienen als passagiersstoel of als instructeursstoel. Voor deze laatstgenoemde kan een dubbele bediening gemonteerd worden, door middel van een kliksysteem.

### Motor
De R44 wordt aangedreven door een Lycoming-motor uit de O-540-reeks. Deze zescilinderbenzinemotor met een inhoud van 8874 cc (541,5 kubieke inch), staat bekend om zijn betrouwbaarheid en wordt toegepast in veel verschillende vliegtuigen, zoals de Cessna 182 Skylane. De motor is een boxermotor. De motor draait in bedrijfstoestand op ongeveer 2718 toeren per minuut en is niet voorzien van een turbolader, dit om de motor zo betrouwbaar mogelijk te houden. De eerste twee R44-modellen, de Astro en de Raven I, zijn voorzien van de Lycoming O-540-F1B5. Het nieuwste model, de Raven II, is voorzien van de Lycoming IO-540-AE1A5, deze motor is voorzien van injectie. De motor levert daarmee, ten opzichte van de O-540-F1B5, meer vermogen en heeft geen risico op het bevriezen van de gasschuif.

### Hydrauliek
De Ravenserie is voorzien van hydraulische actuatoren, deze helpen bij de bediening van de cyclic en collective. Dit maakt de bediening beduidend minder zwaar dan die van de Astro, die mechanisch wordt bekrachtigd. De hydraulische pomp wordt aangedreven door het hoofdrotorsysteem, zo blijft de hydraulische druk op het systeem gegarandeerd, ook tijdens een motorstoring. De hydraulische druk kan uitgeschakeld worden via een schakelaar op de cyclic.

### Onderhoud
Robinson werkt bij al zijn modellen met een zogenoemd Time-Between-Overhaul. Dit betekent dat er geen maximaal aantal bedrijfsuren is bepaald per onderdeel, maar dat na 2200 draaiuren of na 12 jaar, de helikopter volledig gereviseerd wordt.

### Bevriezen van de gasschuif
De Lycoming O-540-F1B5 in de Astro en Raven I wordt gevoed door een carburateur. Deze blijft, ondanks een carburateurverwarmingssysteem, gevoelig voor het vastvriezen van de gasschuif. Wanneer de gasschuif bevriest, is er de kans dat de motor stopt en zal er een noodlanding gemaakt moeten worden. Het gevaar hierbij is dat er niet tijdig wordt gereageerd op de motorstoring, waardoor het rotortoerental onder de kritische waarde komt en het hele rotorsysteem tot stilstand komt, een zogenoemde low-RPM-rotorstall. Om dit te voorkomen, is ervoor gekozen de Raven II van een O-540-motor te voorzien met een brandstofinjectiesysteem. Een injectiesysteem heeft geen gasschuif en is daarmee ongevoelig voor bevriezing. Bijkomende voordelen zijn meer vermogen en makkelijker starten in koude en op grote hoogte. De Raven I wordt, vanwege zijn lagere aanschafprijs, nog steeds geproduceerd.

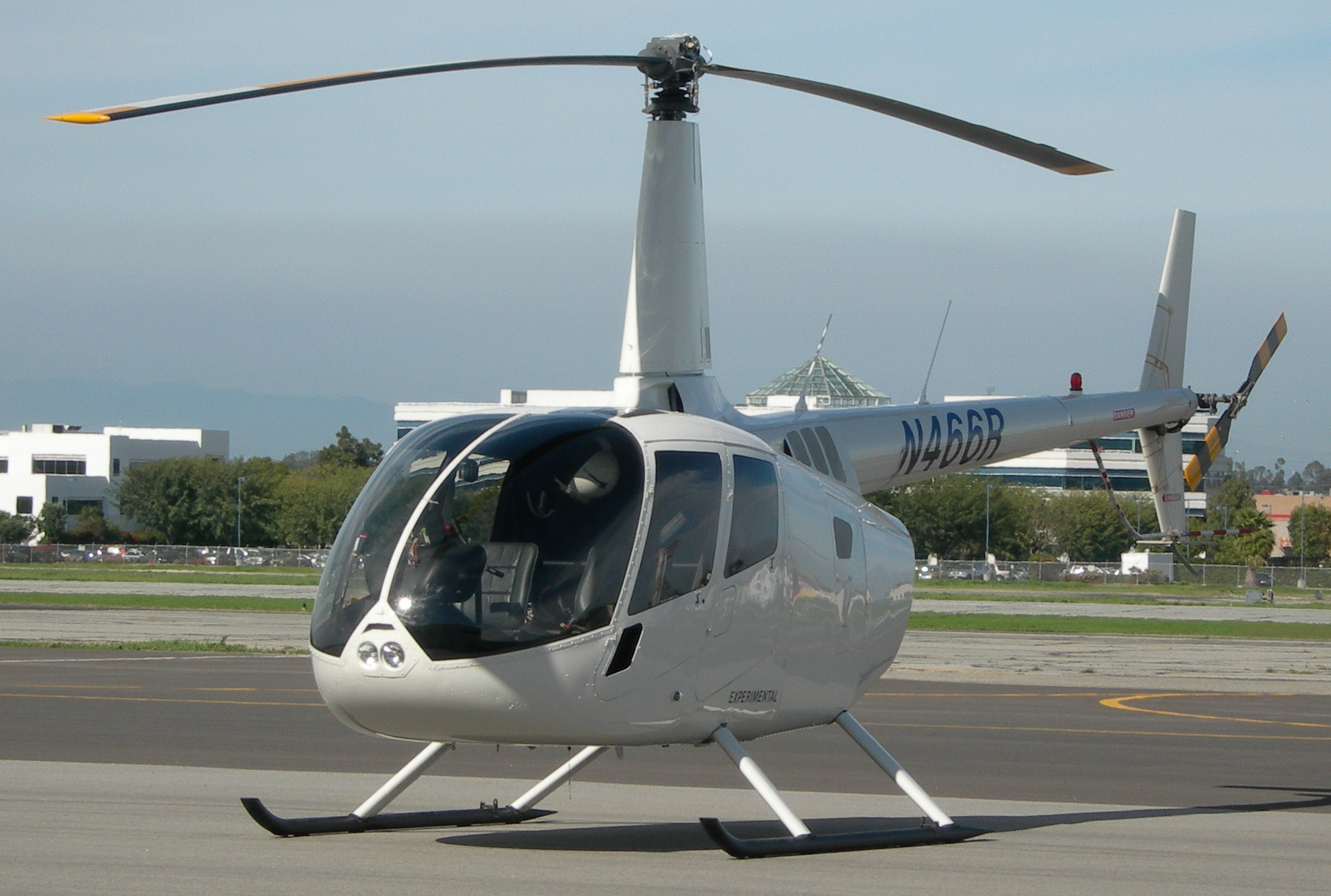
Robinson R66

### Robinson R66
In 2010 is de Robinson R66 toegevoegd aan de Robinson-helikopterreeks. Deze R66 is gebaseerd op het ontwerp van de R44. De R66 is voorzien van vijf stoelen en wordt aangedreven door de Rolls-Royce RR300-turbinemotor. De RR300-turbinemotor levert iets meer vermogen dan de O-540-motoren, maar biedt vooral voordeel in een lager gewicht, compactheid en lage onderhoudskosten.

## Uitvoeringen
- Robinson R44 Astro

De eerste uitvoering van het type R44, voor het eerst geproduceerd in 1992. De Astro wordt aangedreven door een Lycoming O-540-F1B5-motor en heeft een bediening die bekrachtigd wordt door een mechanisch verensysteem.
- Robinson R44 Raven I

Geproduceerd vanaf januari 2000, werd voorzien van een hydraulisch bekrachtigde bediening. Dit maakte de bediening beduidend minder zwaar dan die van de Astro.
- Robinson R44 Clipper I

Dit is een R44 Raven I voorzien van vaste drijvers. Hiermee is het mogelijk om te landen op water. De drijvers wegen ongeveer 23 kilogram en brengen de maximale snelheid omlaag met 10 knopen.
- Robinson R44 Raven II

Geproduceerd vanaf juli 2002, werd voorzien van een krachtigere Lycoming IO-540-AE1A5-motor en bredere rotorbladen. Hierdoor kon het maximale startgewicht omhoog met 45 kilogram. De injectie nam het risico voor het bevriezen van de gasschuif weg.
- Robinson R44 Clipper

Dit is een Raven II voorzien van vaste of opblaasbare drijvers. De vaste drijvers wegen 23 kilo en de opblaasbare drijvers wegen 30 kilo. De vaste drijvers brengen de maximumsnelheid omlaag met 10 knoop, de opblaasbare drijvers hebben geen effect op de snelheid.
- R44 Raven II IFR Trainer

De IFR trainer versie van de Raven II heeft een groter instrumentenpaneel. Het instrumentenpaneel is voorzien van 10 gaten, waarin verschillende navigatie instrumenten geplaatst kunnen worden. Hiermee worden voornamelijk studenten die VFR vliegen, voorbereid op het vliegen volgens instrument vliegvoorschriften. Het voordeel hierin zijn de lage kosten.
- R44 Raven II Police helicopter

Dit type is speciaal ontwikkeld voor politie opdrachten vanuit de lucht en wordt voornamelijk gevlogen in de Verenigde Staten. De helikopter kan voorzien worden van verschillende systemen, zoals een infraroodcamera, zoeklicht, en een radio voor contact met manschappen op de grond.
- R44 Raven II Newscopter

Dit type is ingericht als nieuws helikopter. De voorkant is voorzien van een gyro-gestabiliseerde camera, tevens is de helikopter voorzien van een zender voor het draadloos doorgeven van audio- en videosignalen.

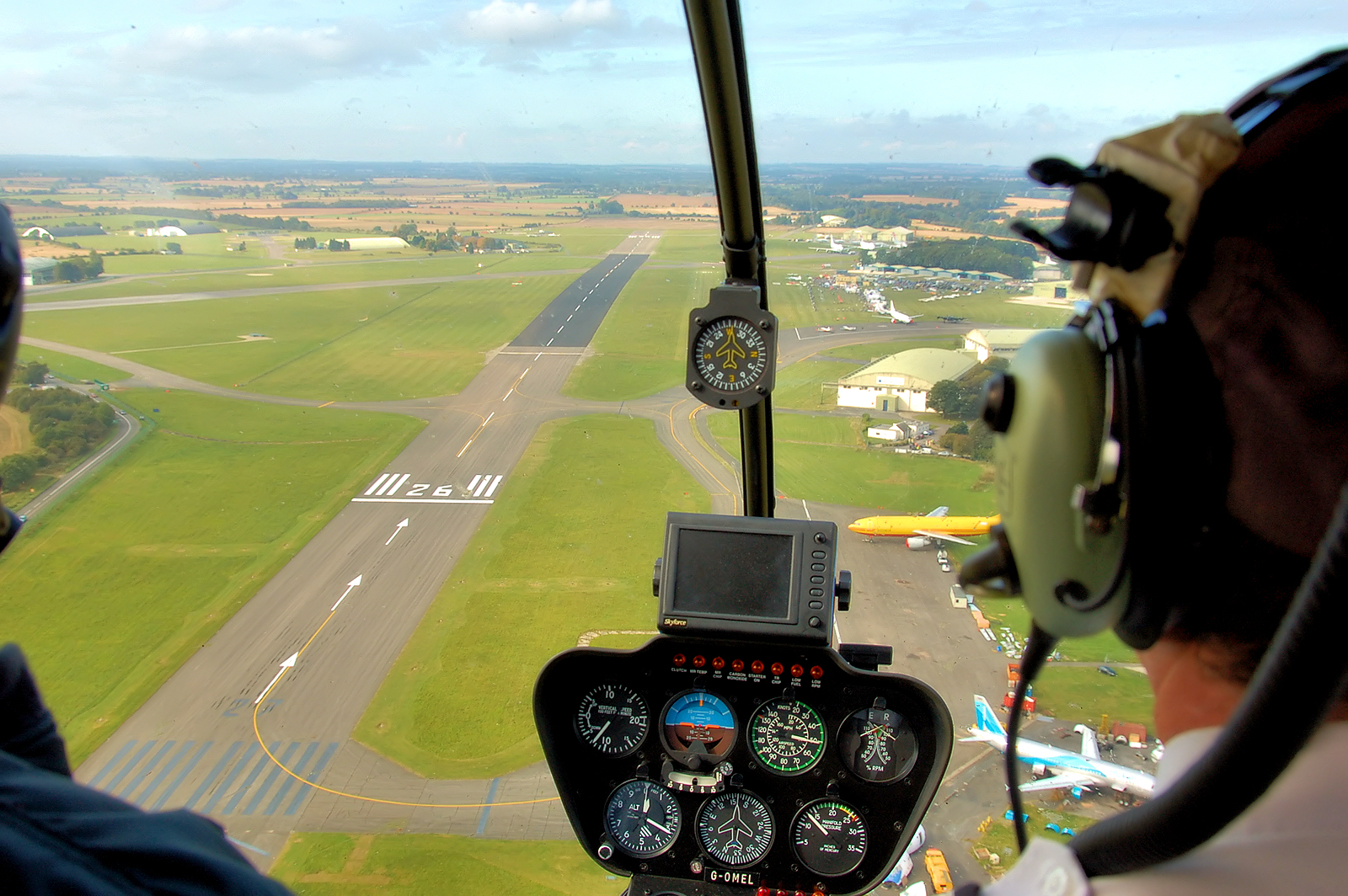
Het uitzicht vanuit de cockpit van een R44 boven Cotswold Airport, Engeland

## Specificaties

### Raven II
Algemene specificaties
- Bediening: één of twee vliegers
- Totale bezetting: vier, inclusief vlieger
- Nuttige lading: 367 kg (810 lb)
- Lengte: 11,6 m
- Rotor diameter: 10,1 m
- Staart rotor diameter: 1,5 m
- Hoogte: 3,3 m
- Leeg gewicht: 683 kg (1506 lb)
- Maximum startgewicht: 1134 kg (2500 lb)
- Motor: 1× Lycoming IO-540-AE1A5 6-cilinder, boxermotor met brandstof injectie, 245 bhp (183 kW)
- Brandstof: 100 low lead (100LL) of 100/130.
- Hoofd tank capaciteit: 120 liters (31.6 US gallons)
- Hoofd tank bruikbaar: 116 liters (30.6 US gallons)
- Reserve tank capaciteit: 70 liters (18.5 US gallons)
- Reserve tank bruikbaar: 69 liters (18.3 US gallons)

Prestaties
- Maximale snelheid: 130 kn (240 km/u; 150 mpu)
- Kruissnelheid: 117 kn (217 km/u; 135 mpu)
- Vliegbereik: 348 nm (644 km; 400 mijl)
- Hoogte restricties: 14,000 ft (4,300 m) density altitude of 9,000 ft (2,700 m) boven de grond om binnen 5 minuten aan de grond te kunnen staan in geval van brand

### Astro en Raven I
Algemene specificaties
- Bediening: één of twee vliegers
- Totale bezetting: vier, inclusief vlieger
- Nuttige lading: 351 kg (774 lb)
- Lengte: 11,6 m
- Rotor diameter: 10,1 m
- Staart rotor diameter: 1,5 m
- Hoogte: 3,3 m
- Leeg gewicht: 654 kg (1442 lb)
- Maximum startgewicht: 1088 kg (2400 lb)
- Motor: 1× Lycoming O-540-F1B5 6 cilinder, boxermotor met carburateur, 210 bhp (157 kW)
- Brandstof: 100 low lead (100LL) of 100/130.
- Hoofd tank capaciteit: 120 liters (31.6 US gallons)
- Hoofd tank bruikbaar: 116 liters (30.6 US gallons)
- Reserve tank capaciteit: 70 liters (18.5 US gallons)
- Reserve tank bruikbaar: 69 liters (18.3 US gallons)

Prestaties
- Maximale snelheid: 130 kn (240 km/u; 150 mpu)
- Kruissnelheid: 113 kn (209 km/u; 130 mpu)
- Vliegbereik: 348 nm (644 km; 400 mijl)
- Hoogte restricties: 14,000 ft (4,300 m) density altitude of 9,000 ft (2,700 m) boven de grond om binnen 5 minuten aan de grond te kunnen staan in geval van brand

### Gerelateerde Robinson-helikopters
- Robinson R22
- Robinson R66

### Vergelijkbare helikopters
- Bell 206
- Enstrom F-28
- MD Helicopters MD 500